# Ronde van Italië 2010/Negende etappe
De negende etappe van de Ronde van Italië 2010 werd op 17 mei 2010 verreden. Het was een vlakke rit van 187 km van Frosinone naar Cava de' Tirreni. De etappe eindigde in een massasprint die door Matthew Goss werd gewonnen.

## Uitslagen
| Uitslag etappe | Uitslag etappe    | Uitslag etappe | Uitslag etappe |
| rang           | renner            | land           | tijd           |
| -------------- | ----------------- | -------------- | -------------- |
| 1              | Matthew Goss      | AUS            | 4u08'17"       |
| 2              | Filippo Pozzato   | ITA            | z.t.           |
| 3              | Tyler Farrar      | USA            | z.t.           |
| 4              | Robert Förster    | GER            | z.t.           |
| 5              | Federico Canuti   | ITA            | z.t.           |
| 6              | Sébastien Hinault | FRA            | z.t.           |
| 7              | Wouter Weylandt   | BEL            | z.t.           |
| 8              | Greg Henderson    | AUS            | z.t.           |
| 9              | Jos van Emden     | NED            | z.t.           |
| 10             | Markus Eibegger   | AUT            | z.t.           |

| Algemeen klassement | Algemeen klassement  | Algemeen klassement | Algemeen klassement              | Algemeen klassement |
| rang                | renner               | land                | ploeg                            | tijd                |
| ------------------- | -------------------- | ------------------- | -------------------------------- | ------------------- |
|                     | Aleksandr Vinokoerov | KAZ                 | Astana                           | 33u09'43"           |
| 2                   | Cadel Evans          | AUS                 | BMC Racing Team                  | +1'12"              |
| 3                   | Vincenzo Nibali      | ITA                 | Liquigas-Doimo                   | +1'33"              |
| 4                   | Ivan Basso           | ITA                 | Liquigas-Doimo                   | +1'51"              |
| 5                   | Marco Pinotti        | ITA                 | Team HTC-Columbia                | +2'17"              |
| 6                   | Richie Porte         | AUS                 | Team Saxo Bank                   | +2'26"              |
| 7                   | Vladimir Karpets     | RUS                 | Team Katjoesja                   | +2'34"              |
| 8                   | Stefano Garzelli     | ITA                 | Acqua & Sapone                   | +2'47"              |
| 9                   | Damiano Cunego       | ITA                 | Lampre-Farnese Vini              | +3'08"              |
| 10                  | Michele Scarponi     | ITA                 | Diquigiovanni-Androni Giocattoli | +3'09"              |

## Nevenklassementen
| Puntenklassement | Puntenklassement | Puntenklassement | Puntenklassement        | Puntenklassement |
| rang             | renner           | land             | ploeg                   | punten           |
| ---------------- | ---------------- | ---------------- | ----------------------- | ---------------- |
|                  | Tyler Farrar     | USA              | Team Garmin-Transitions | 59               |
| 2                | Cadel Evans      | AUS              | BMC Racing Team         | 52               |
| 3                | Matthew Goss     | AUS              | Team HTC-Columbia       | 47               |

| Bergklassement | Bergklassement       | Bergklassement | Bergklassement     | Bergklassement |
| rang           | renner               | land           | ploeg              | punten         |
| -------------- | -------------------- | -------------- | ------------------ | -------------- |
|                | Matthew Lloyd        | AUS            | Omega Pharma-Lotto | 16             |
| 2              | Chris Anker Sørensen | DEN            | Team Saxo Bank     | 15             |
| 3              | Paul Voss            | GER            | Team Milram        | 10             |

| Jongerenklassement | Jongerenklassement | Jongerenklassement | Jongerenklassement | Jongerenklassement |
| rang               | renner             | land               | ploeg              | tijd               |
| ------------------ | ------------------ | ------------------ | ------------------ | ------------------ |
|                    | Richie Porte       | AUS                | Team Saxo Bank     | 33u12'19"          |
| 2                  | Robert Kiserlovski | CRO                | Liquigas-Doimo     | +1'59"             |
| 3                  | Valerio Agnoli     | ITA                | Liquigas-Doimo     | +2'52"             |

| Ploegenklassement | Ploegenklassement | Ploegenklassement | Ploegenklassement | Ploegenklassement |
| rang              | ploeg             | land              | tijd              |                   |
| ----------------- | ----------------- | ----------------- | ----------------- | ----------------- |
|                   | Liquigas-Doimo    | ITA               | 98u22'30"         |                   |
| 2                 | Team Saxo Bank    | DEN               | +3'00"            |                   |
| 3                 | Rabobank          | NED               | +10'05"           |                   |

## Opgaven
- Baden Cooke (Team Saxo Bank)

1e etappe ·
2e etappe ·
3e etappe ·
4e etappe ·
5e etappe ·
6e etappe ·
7e etappe ·
8e etappe ·
9e etappe ·
10e etappe ·
11e etappe ·
12e etappe ·
13e etappe ·
14e etappe ·
15e etappe ·
16e etappe ·
17e etappe ·
18e etappe ·
19e etappe ·
20e etappe ·
21e etappe
Startlijst · Eindstanden · Afbeeldingen